# Filodia

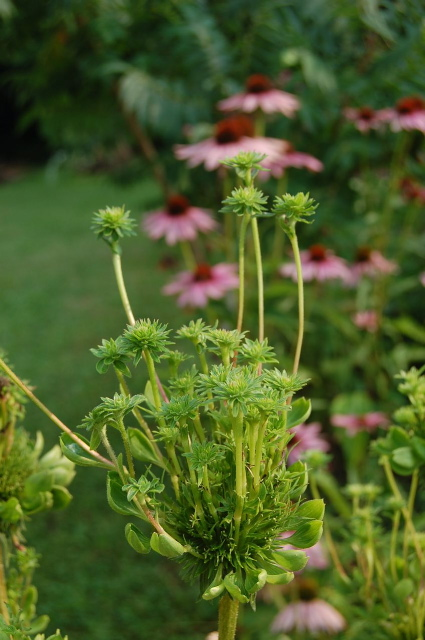
Filodia em Echinacea purpurea

Filodia é o desenvolvimento anormal de partes florais nas estruturas das folhas. Geralmente é causada por infecções por fitoplasma ou vírus, embora também possa ser devido a fatores ambientais que resultam em um desequilíbrio nos hormônios vegetais. A filodia faz com que a planta afetada se torne parcial ou totalmente estéril, pois é incapaz de produzir flores normalmente.
A condição também é conhecida como filomorfia ou frondescência; embora o último possa às vezes se referir mais genericamente à folhagem, folhosidade ou ao processo de crescimento das folhas. A filodia é geralmente diferenciada da virescência floral, em que as flores apenas ficam verdes na cor, mas mantêm sua estrutura normal. No entanto, a virescência floral e a filodia (juntamente com a vassoura-de-bruxa e outras anormalidades de crescimento), geralmente ocorrem juntas como sintomas das mesmas doenças. O termo clorantina também é frequentemente usado para filodia (particularmente flores exibindo filodias completas, de modo que se assemelham mais aos brotos de folhas do que às flores), embora em alguns casos possa se referir a virescência floral.